# سیارک ۳۴۹۲
سیارک ۳۴۹۲ (به انگلیسی: 3492 Petra-Pepi، نامگذاری:1985DQ) سه هزار و چهارصد و نود و دومین سیارک کشف شده‌است که در ۱۶ فوریه ۱۹۸۵ کشف شد.
قدر مطلق سیارک برابر ۱۱٫۸۰ است.